# Ardatov (oblast de Nijni Novgorod)
Ardatov (Арда́тов) est une commune de type urbain située en Russie dans l'oblast de Nijni Novgorod et le centre administratif du raïon d'Ardatov.

## Géographie
Le village se trouve à la confluence de la rivière Siyazma dans la rivière Lemet, à 30 km au sud-ouest de la gare ferroviaire de Moukhtolovo, à 50 km de la ville d'Arzamas et à 162 km au sud-ouest de Nijni Novgorod.

## Histoire

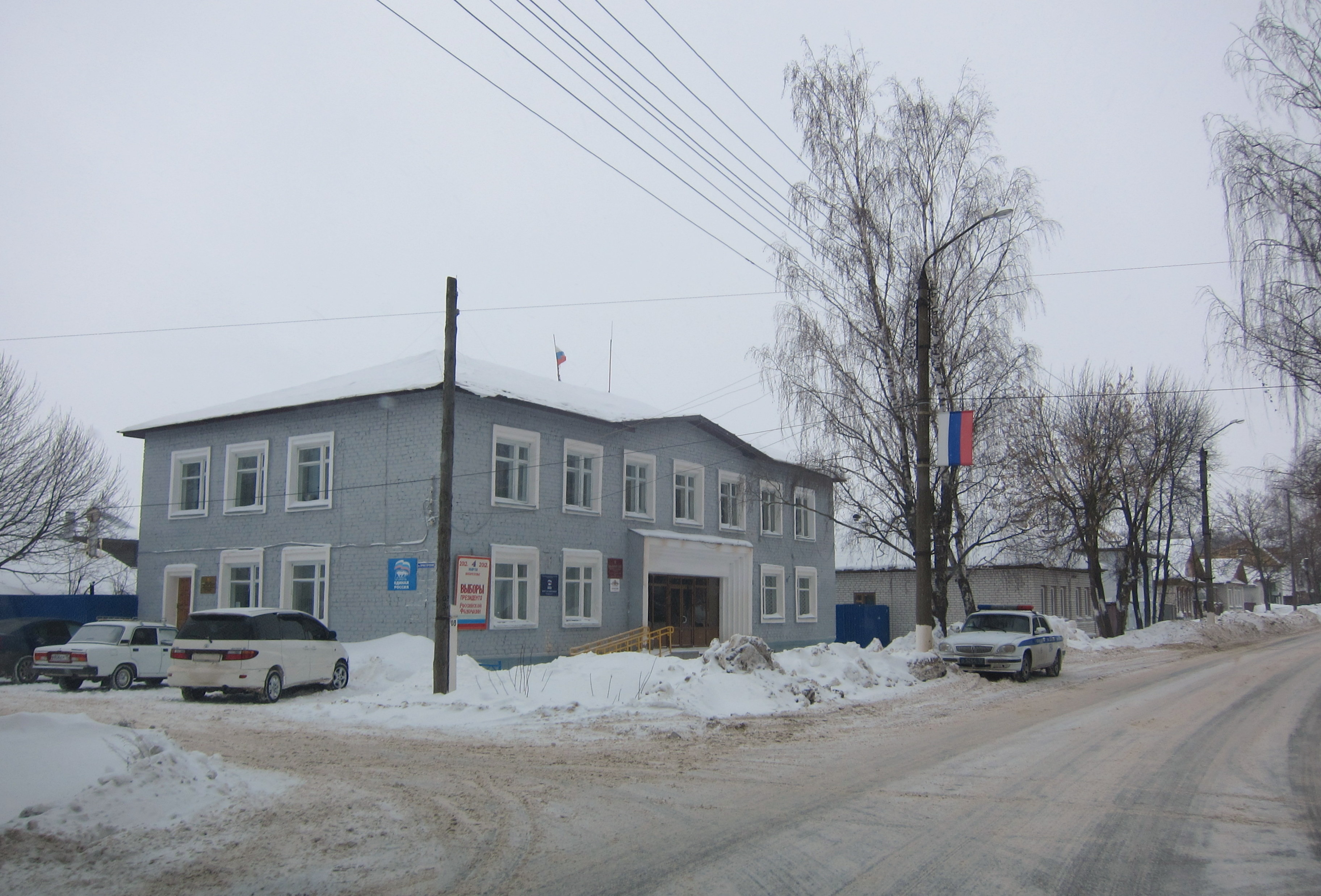
Hôtel de ville.

D'après les données archéologiques, les premiers habitants de l'actuel raïon d'Ardatov remontent à la lointaine antiquité, comme Sakony et Litchadeïevo dont des fouilles ont mis au jour des objets du IIIe millénaire av. J.-C. Du IIe au VIIe siècle, la région est peuplée de tribus mordves, ainsi que de Tchérémisses et de Bulgares de la Volga. Le mélange des tribus et ethnies provient du fait que son territoire est relié à la route de la soie. De plus, ces peuplades élèvent du bétail.
Du Xe au XIIe siècle, c'est la grande migration des Slaves qui apprennent aux populations locales l'agriculture et la production de métaux. Historiquement le territoire de l'actuel raïon est revendiqué à l'ouest par les princes russes et à l'est par la Horde d'Or. Il s'agit donc d'une zone de contact.
Le nom d'« Ardatov » provient d'une légende selon laquelle un chef du nom d'Ardatka aurait conduit les troupes d'Ivan le Terrible à travers les forêts, et aurait donc reçu pour ce fait des terres mordves. Le village d'Ordatov (sic) est mentionné dans les Actes locaux d'Arzamas de 1578.
Les historiens locaux désignent l'année 1552 comme celle de la fondation d'Ardatov, qui fut traversé par les soldats d'Ivan le Terrible dans sa campagne contre le khanat de Kazan. Après la défaire de la Horde d'Or, les terres sont distribués (en tant que botchina) aux combattants, surtout aux Sviajskois. De même des représentants de grandes familles de boyards et de princes comme les Galitzine, les Odoïevski, les Volkonski, les Romodanov, les Morozov, ainsi que les mourzas tatares Mokhcheïev et Tarbedeïev reçoivent des domaines.
Ardatov reçoit le statut de ville en 1779 et le perd en 1925.
La cathédrale (ou collégiale) Notre-Dame-du-Signe est construite en 1802 et l'église de la Mère-de-Dieu-Consolatrice-des-Affligés, en 1829.
Ardatov obtient le statut de commune de type urbain en 1959. Une chapelle placée sous le vocable de saint Jean le Soldat est construite en 2014.

## Population
Recensements (*) ou estimations de la population,:
| 1959  | 1970  | 1979  | 1989  | 2002   | 2008  |
| ----- | ----- | ----- | ----- | ------ | ----- |
| 6 264 | 6 887 | 7 917 | 9 353 | 10 117 | 9 872 |

| 2010  | 2012  | 2013  | 2014  | 2015  | 2016  |
| ----- | ----- | ----- | ----- | ----- | ----- |
| 9 570 | 9 353 | 9 199 | 9 018 | 8 782 | 8 799 |

| 2017  | 2018  | 2019  | 2020  | 2021  | 2023  |
| ----- | ----- | ----- | ----- | ----- | ----- |
| 8 777 | 8 710 | 8 630 | 8 576 | 9 188 | 9 052 |

## Enseignement
Ardatov possède deux écoles d'enseignement général, un collège agricole et un lycée technique.

## Personnalités
- Boris Sadovskoï (1881-1952), poète et littérateur du siècle d'Argent, y est né.